# Coppa di Francia 1921-1922
La quinta edizione de la Coppa di Francia si è disputata dal 18 settembre 1921 al 7 maggio 1922

## Primo turno
18 settembre 1921.
| Squadra 1                       | Risultato | Squadra 2                             |  |
| FA Nîmes (1ère série Languedoc) | 6 - 1     | FC Montpellier (1ère série Languedoc) |  |

## Secondo turno
2 ottobre 1921.

## Terzo turno
6 novembre 1921.

## Trentaduesimi
4 dicembre 1921.
| Squadra 1                   | Risultato | Squadra 2                   |
| --------------------------- | --------- | --------------------------- |
| VGA du Médoc (DH Sud-Ouest) | 3 - 1     | SO Montpellier (DH Sud-Est) |

## Sedicesimi
8 gennaio 1922. Le partite ripetute più di una volta, sono terminate in parità dopo i tempi supplementari e per questo ripetute.
| Squadra 1               | Risultato         | Squadra 2              | Data                     |
| ----------------------- | ----------------- | ---------------------- | ------------------------ |
| VGA du Médoc            | 5 - 1             | SERVAN                 | domenica 8 gennaio 1922  |
| BOULOGNE                | 1 - 0             | US SUISSE              | domenica 8 gennaio 1922  |
| CALAIS                  | 5 - 0             | AS STRASBOURG          | domenica 8 gennaio 1922  |
| CANNES                  | 1 - 0             | LA BASTIDE             | domenica 8 gennaio 1922  |
| Le Havre AC             | 1 - 1 (1 - 1 dts) | STADE FRANÇAIS         | domenica 8 gennaio 1922  |
| Le Havre AC             | 3 - 0             | STADE FRANÇAIS         | domenica 22 gennaio 1922 |
| Olympique Lillois       | 8 - 0             | METZ                   | domenica 8 gennaio 1922  |
| Olympique de Marzoeille | 1 - 0             | CA Paris               | domenica 8 gennaio 1922  |
| CASG                    | 5 - 0             | VALENTIGNEY            | domenica 8 gennaio 1922  |
| Olympique de Paris      | 9 - 2             | ST BRIEUC              | domenica 8 gennaio 1922  |
| RC FRANCE               | 2 - 1             | MULHOUSE               | domenica 22 gennaio 1922 |
| Stade rennais           | 3 - 2             | SAINT OUEN             | domenica 8 gennaio 1922  |
| LEVALLOIS               | 3 - 4             | Racing Club de Roubaix | domenica 8 gennaio 1922  |
| LEVALLOIS               | 1 - 1 (1 - 1 dts) | Racing Club de Roubaix | domenica 22 gennaio 1922 |
| LEVALLOIS               | 4 - 0             | Racing Club de Roubaix | domenica 29 gennaio 1922 |
| FC Rouen                | 4 - 0             | VITRY                  | domenica 8 gennaio 1922  |
| Red Star                | 3 - 1             | DIEPPE                 | domenica 8 gennaio 1922  |
| US Tourcoing            | 2 - 1             | STRASBOURG             | domenica 8 gennaio 1922  |

## Ottavi
| Squadra 1          | Squadra 2               | Risultato | Data                     |
| ------------------ | ----------------------- | --------- | ------------------------ |
| VGA du Médoc       | CALAIS                  | 2 - 0     | domenica 5 febbraio 1922 |
| Olympique Lillois  | BOULOGNE                | 1 - 0     | domenica 5 febbraio 1922 |
| CASG               | CANNES                  | 1 - 0     | domenica 5 febbraio 1922 |
| Olympique de Paris | ROUBAIX                 | 2 - 0     | domenica 5 febbraio 1922 |
| Stade rennais      | Le Havre AC             | 3 - 0     | domenica 5 febbraio 1922 |
| FC Rouen           | Olympique de Marzoeille | 3 - 0     | domenica 5 febbraio 1922 |
| Red Star           | AMIENS                  | 4 - 0     | domenica 5 febbraio 1922 |
| US Tourcoing       | RC FRANCE               | 1 - 0     | domenica 5 febbraio 1922 |

## Quarti
| Squadra 1          | Risultato         | Squadra 2         | Data                  |
| ------------------ | ----------------- | ----------------- | --------------------- |
| Olympique de Paris | 2 - 2 (2 - 2 dts) | VGA du Médoc      | domenica 5 marzo 1922 |
| Olympique de Paris | 4 - 1             | VGA du Médoc      | sabato 18 marzo 1922  |
| Stade rennais      | 1 - 1 (1 - 1 dts) | Olympique Lillois | domenica 5 marzo 1922 |
| Stade rennais      | 1 - 0             | Olympique Lillois | sabato 18 marzo 1922  |
| FC Rouen           | 2 - 1             | CASG              | domenica 5 marzo 1922 |
| Red Star           | 2 - 1             | US Tourcoing      | domenica 5 marzo 1922 |

## Semifinali
| Squadra 1 | Risultato | Squadra 2 |
| --------- | --------- | --------- |
| Red Star  | 2 - 1     | Rouen     |
| O. Parigi | 0 - 3     | Rennes    |

## Finale
| Clubs         | Red Star - Stade rennais |
| Punteggio     | 2-0 (1-0) |
| Data          | 7 maggio 1922 |
| Stadio        | Stade Pershing, Parigi 25 000 spettatori |
| Arbitro       | Edmond Gérardin |
| Reti          | Nicolas (14'), Sentubéry (87'). |
| Red Star      | Pierre Chayriguès - Maurice Meyer, Lucien Gamblin (cap.) - Raoul Marion, Robert Joyaut, Philippe Bonnardel - Lucien Cordon, Maurice Thédié, Paul Nicolas, Marcel Naudin, Raymond Sentubéry.  |
| Stade rennais | Charles Berthelot - Ernest Molles, Bernard Lenoble - Pierre Gastiger, François Hugues (cap.), George Scoones - Émile Bourdin, Maurice Gastiger, Jean Caballero, Hervé Marc, Raoul Delalande. |